# 拓扑地图

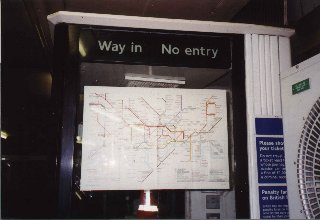
拓扑地图形式的倫敦地鐵路線圖

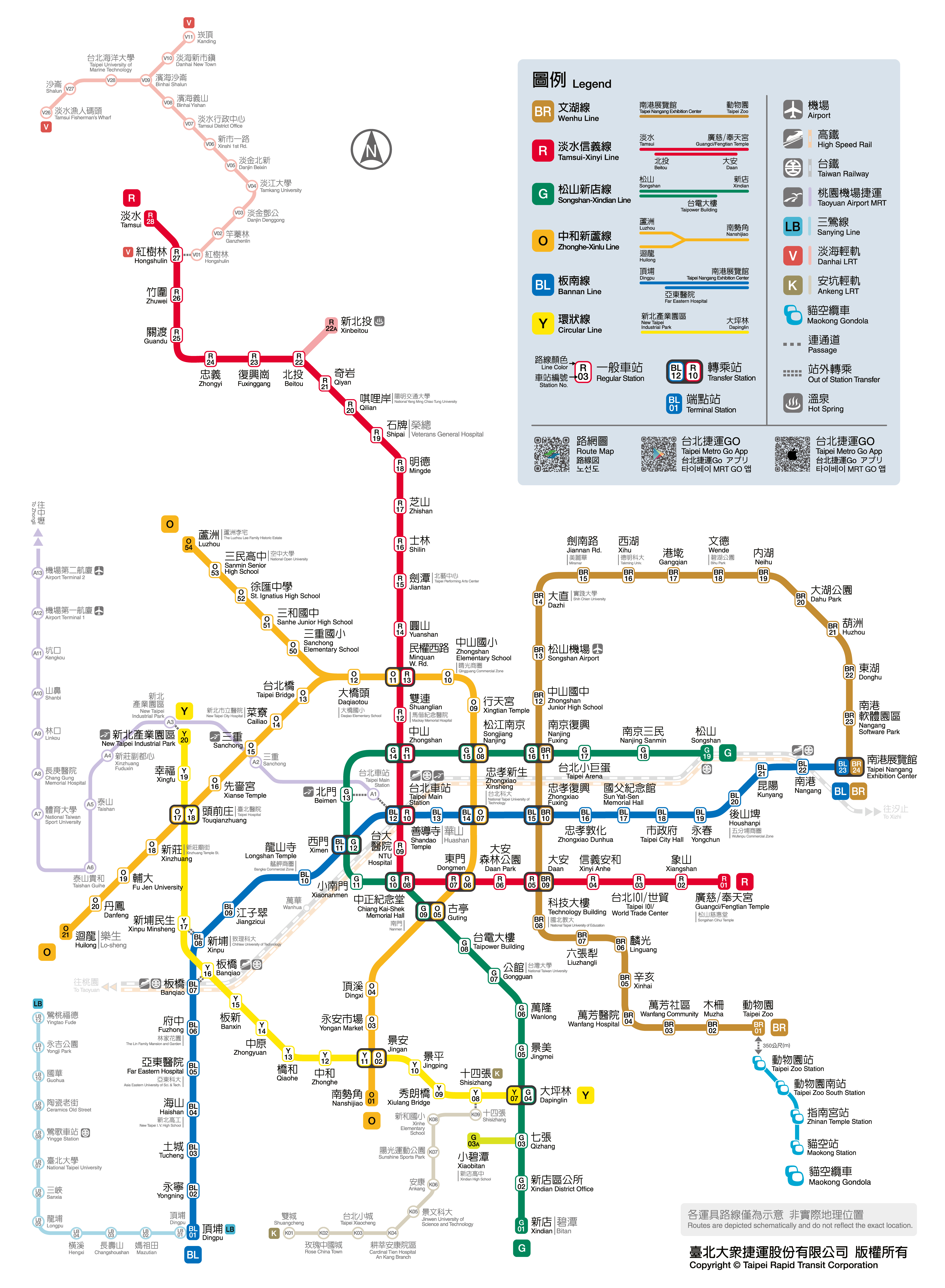
拓扑地图形式的臺北捷運路線圖

拓扑地图（Topological map）是地图学的名詞，是一種經過簡化及調整，只保留重要資訊的地圖。拓扑地图上沒有比例尺，兩點之間的相對位置及距離也不一定對應實際的位置和距離。像哈利·貝克在1931年繪製的倫敦地鐵路線圖就是拓扑地图的一個例子，其中會用不同顏色標示地鐵路線以及沿線的各站，但各站相對的方位可能會和實際的地鐵不同。哈利·貝克也因此而聞名:p293。
拓扑地图的名稱來自拓扑学，是數學的一個分支，探討當幾何形體在連續形變時保持不變的性質，而拓扑地图雖然和實際地圖不同，但仍保留了地圖中的重要資訊。